# Alfred Roth (arkitekt)

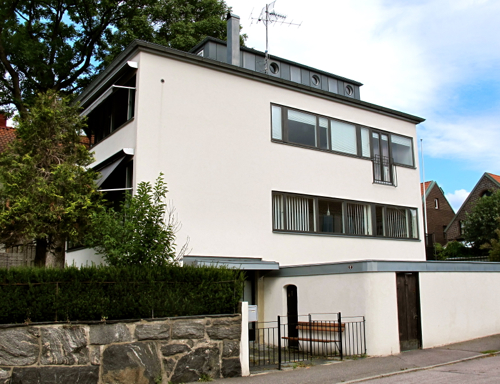
Villa på Prytzgatan i Bö i Göteborg av Alfred Roth och Ingrid Wallberg.

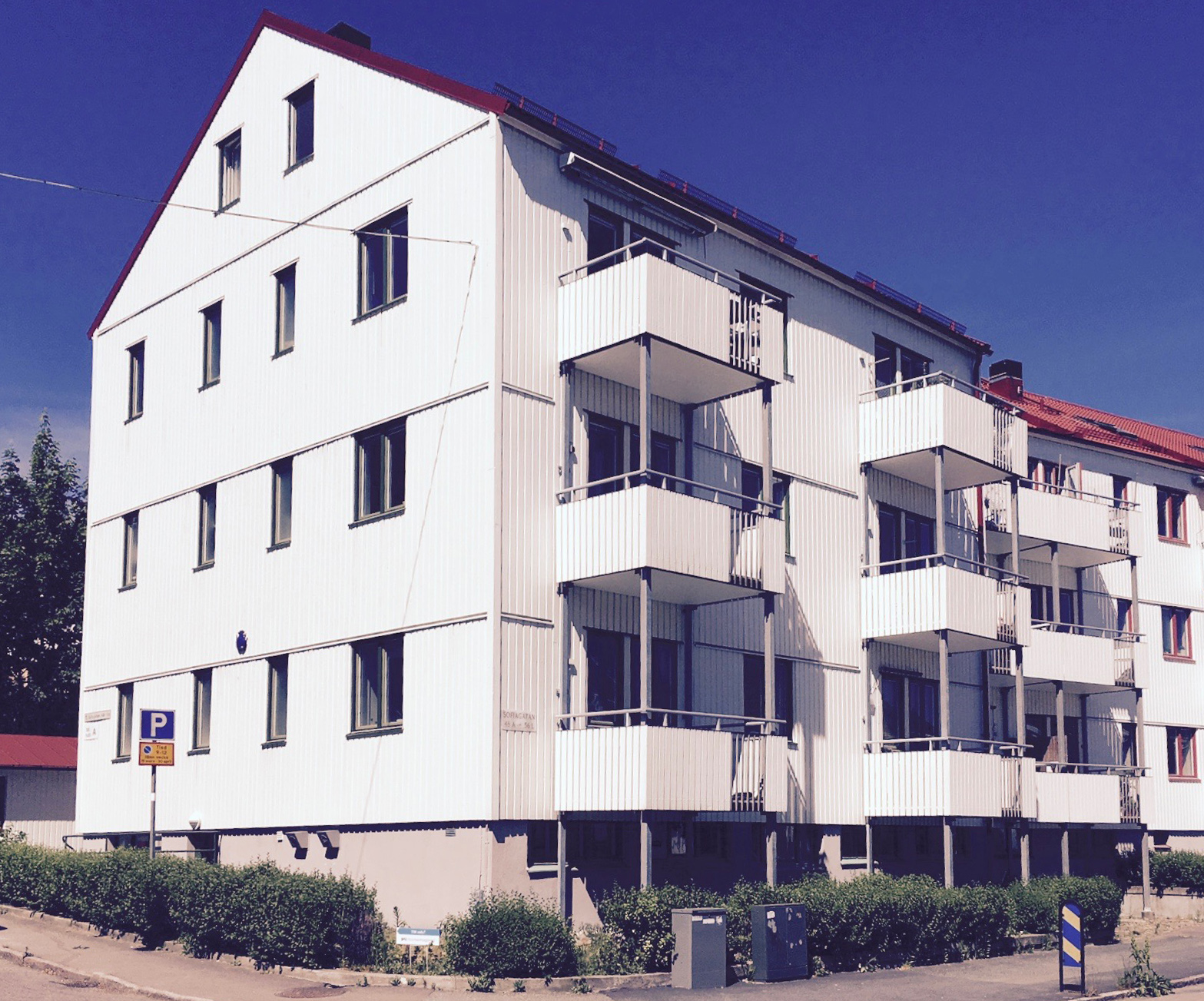
Sofiagatan 48 A i Bagaregården, Göteborg, flerfamiljshus i kvarteret Helagsfjället ritat 1929-30 för HSB av arkitektkontoret R&W – Roth och Wallberg.

Alfred Roth, född 21 maj 1903 i Wangen an der Aare, död 20 oktober 1998 i Zürich, var en schweizisk arkitekt, formgivare och högskolelärare. Roth var en företrädare för Neues Bauen och förespråkare för modernismen. Han var tillsammans med Ingrid Wallberg verksam i Sverige 1928–30.
Roth ville från början bli målare, men kom efter gymnasiet att studiera maskinteknik och bytte därefter inriktning till arkitektur. 1922–26 studerade han arkitektur vid ETH Zürich och sedan vid Bauhaus. 1927-28 var han medarbetare hos Le Corbusier och Pierre Jeanneret i Paris där han avancerade till Le Corbusiers byggledare. Han var ansvarig för Le Corbusiers byggnader i Weissenhofsiedlung i Stuttgart. 
Alfred Roth följde 1928 med Ingrid Wallberg till Sverige och Göteborg. Där startade de ett eget arkitektkontor i Stora Gårda som fick namnet R&W. De inledde då ett samarbete med HSB i Göteborg. De skapade bostadshus för HSB och även villor, men ofta stoppades byggplanerna av konservativa grannar. Han återvände 1930 till Schweiz och öppnade två år senare en egen arkitektbyrå i Zürich. Roths verk visar på tydliga influenser från Le Corbusier. Han kom att arbeta med offentliga byggnader och hade flera projekt i Mellanöstern.